# Smacl assurances
 (juin 2014).
 (avril 2019).
SMACL Assurances est une compagnie d'assurance des collectivités territoriales, des élus et agents territoriaux et des associations. Créée en 1974 par des élus locaux, elle est basée à Niort (Deux-Sèvres).

## Historique

### Contexte
L'idée de la mutuelle est prise en 1971 quand une première réunion d’information sur invitation du maire de Niort, René Gaillard, est organisée en mairie en présence des mutuelles niortaises (MAIF, MACIF, MAAF) pour engager des travaux d’approche et de faisabilité du projet.

### Fondation
La Société mutuelle d'assurance des collectivités locales (SMACL) est créée en 1974, par des élus locaux avec l’accord du ministère des Finances.
En 1979, la SMACL propose aux collectivités ses premières garanties aux agents et aux élus pour leurs risques privés.
En 1998, la mutuelle crée une salle des marchés pour répondre aux appels d’offres des collectivités à la suite de la transposition dans le droit français de la directive européenne imposant aux collectivités le recours aux règles de marchés publics pour l’ensemble de leurs services, y compris les services d’assurance.
En 2003, un partenariat de distribution est passé avec des caisses régionales du Crédit Agricole. 
En 2011, un autre partenariat est lancé avec le Crédit social des fonctionnaires (CSF).
En 2015, la SMACL se rapproche de la Mutuelle nationale territoriale (MNT). À cet effet, elles créent une union de groupe mutualiste, dénommé Territoire d’avenir. La mutuelle MUTEST rejoint cette union peu après le lancement.
Le 1er janvier 2019, SMACL Assurances fait son entrée dans l’union mutualiste du groupe VYV. 
En janvier 2022, SMACL Assurances et MAIF fondent une société d’assurance commune : SMACL Assurances SA. La nouvelle société est détenue à 70 % par MAIF, à 28 % par la mutuelle SMACL Assurances et à 2 % par le Groupe VYV[source insuffisante]. La mutuelle SMACL Assurances continue quant à elle d’assurer les risques des élus territoriaux et des membres d’associations tout en conservant un partenariat avec le groupe VYV.  

## Présidences
- René Gaillard, fondateur de la mutuelle jusqu'en 1985, maire de Niort),
- Jean Durandeau de 1985 à 1996,
- Bernard Bellec, de 1996 à 2009, alors maire de Niort,
- Michel Paves de 2009 à 2014, ancien directeur général de la ville de Rennes,
- Jean-Luc de Boissieu, ancien administrateur civil au Ministère des Finances, depuis 2014.